# Gerrit Achterberg

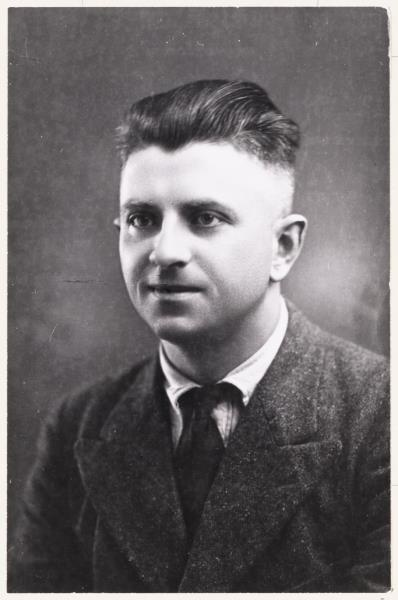
Gerrit Achterberg (1936)

Gerrit Achterberg (* 20. Mai 1905 in Nederlangbroek; † 17. Januar 1962 in Leusden) war ein niederländischer Dichter.
Sein Gebrauch surrealer Sprache und Bilder beeinflusste eine Generation von Dichtern nach dem Zweiten Weltkrieg, die als Experimentalisten bekannt sind. Seine Verse, die in ihrer Form traditionell sind, werden als romantisch und metaphysisch charakterisiert. Er war ein sprachlicher Erneuerer, der oft neue Wörter prägte, die auf der Terminologie der Wissenschaft und Gelehrsamkeit basierten.

## Leben
Er wurde als dritter Sohn des Kutschers Hendrik Achterberg und dessen Frau Pietje van de Meent 1905 in Langbroek geboren. Er und seine acht Geschwister wurden streng protestantisch erzogen. Ab 1924 arbeitete er als Lehrer, interessierte sich aber mehr für Poesie und Dichtung. Im selben Jahr erschien auch seine erste Gedichtsammlung De zangen van twee twintigers als Privatdruck, die er später als „Jugendsünde“ verwarf. Außerdem lernte er seine spätere Frau Johanna Catharina van Baak kennen, deren Vater aber eine Beziehung verbot und so verlor er sie zunächst aus den Augen. Aufgrund mentaler Schwächen wurde er 1927 vom Militärdienst befreit.
Seine Gedichte veröffentlichte er zunächst in verschiedenen Zeitschriften, bis 1931 sein erster Gedichtband „Afvaart“ (deutsch: Abfahrt) erschien. Eine gescheiterte Beziehung brachte ihn in eine tiefe Lebenskrise. Er bekam – auch wegen schlechter Verkaufszahlen – Zweifel an der Qualität seiner Gedichte und landete erstmals in einer psychiatrischen Klinik. Nach der Entlassung arbeitete er als Beamter dritter Klasse in Utrecht. Als er 1937 seine Vermieterin niederschoss, mit der er ein Verhältnis hatte, kam er im „Rijksasyl voor Psychopathen“ unter Arrest. Aber auch dort war er weiter schriftstellerisch tätig und stellte 1939 den Gedichtband Eiland der ziel (Insel der Seele) fertig.
1943 wurde er entlassen, traf seine frühere Freundin Cathrien van Baak wieder und heiratete sie schließlich 1946. Nachdem er seine Jugendliebe wiedergefunden hatte, brach eine Zeit höchster schöpferischer Kreativität an. So erschienen allein 1946 nicht weniger als sechs neue Gedichtbände. Seine Arbeiten wurden mehrfach ausgezeichnet, was seinem angeschlagenen Selbstbewusstsein half. 1955 wurde er aber wieder, diesmal endgültig, in eine psychiatrische Einrichtung eingewiesen.
Für sein Lebenswerk erhielt er 1959 den Constantijn Huygens Preis. Zuletzt arbeitete er an der Herausgabe seiner Gesammelten Werke, die zu seinem 60. Geburtstag erscheinen sollten. Dazu kam es aber nicht mehr: Einen Herzinfarkt überlebte der 56-Jährige nicht.

## Werke (Preise)
- 1925 De zangen van twee twintigers
- 1931 Afvaart
- 1939 Eiland der ziel
- 1940 Dead end
- 1941 Osmose
- 1941 Thebe
- 1944 Eurydice
- 1944 Morendo
- 1944 Sintels
- 1946 Energie
- 1946 Existentie
- 1946 Limiet
- 1946 Radar (Pinksterpreis)
- 1946 Sphinx
- 1946 Stof
- 1947 Doornroosje
- 1947 En Jezus schreef in ’t zand (P.C. Hooft-prijs)
- 1949 Hoonte (Poesiepreis der Stadt Amsterdam)
- 1949 Sneeuwwitje
- 1950 Mascotte
- 1953 Ballade van de gasfitter (Poesiepreis der Stadt Amsterdam)
- 1953 Cenotaaph
- 1953 Ode aan Den Haag
- 1954 Autodroom
- 1957 Spel van de wilde jacht
- 1961 Vergeetboek
- 1969 Blauwzuur